# Zaans Museum
Il Museo dello Zaan, situato a Zaandam allo Zaanse Schans, fu inaugurato nel 1998 con l'obiettivo di custodire e salvaguardare il patrimonio culturale del distretto dello Zaan. Nel 2009 il museo fu ampliato con l'aggiunta della Verkade Experience.
Nel 2016 il Museo dello Zaan ha aperto allo Zaanse Schans tre sedi in cui rivivere la storia: la Casa del Bottaio, la Casa di Jisp e quella del Tessitore. Un'altra dépendance del Museo dello Zaan è la Casa dello Zar Pietro il Grande nel centro di Zaandam.
Il museo ospita collezioni sulla cultura abitativa e quella industriale proprie della provincia e della sua storia. Nel 2015 il museo ha acquisito il dipinto del pittore impressionista francese Claude Monet, realizzato durante il suo soggiorno sullo Zaan (4 giugno - 8 ottobre 1871), intitolato “Il Voorzaan e Westerhem”.
Il Museo dello Zaan è legato anima e corpo allo Zaanse Schans e si propone di offrire un ulteriore livello di approfondimento alla visita turistica del luogo, facendo riflettere l'immagine archetipica dell'Olanda nella storia concreta dello Zaanstreek.

## Collezione
Il museo ospita collezioni legate alla storia culturale e regionale e si fonda sulla raccolta della Vereniging tot Instandhouding en Uitbreiding der Zaanlandse Oudheidkundige Verzameling Jacob Honig Janszoon Junior (Società per la Salvaguardia e l'Espansione della Collezione Archeologica del territorio dello Zaan di Jacob Honig Janszoon Junior). Il Museo dello Zaan presenta le collezioni in due parti - cultura abitativa e cultura industriale. Nel contesto della cultura abitativa, il Museo mette in mostra un'ampia collezione di abiti tradizionali, mobili dipinti e utensili provenienti dalle abitazioni della provincia dello Zaan. La collezione industriale comprende il patrimonio delle grandi imprese della zona, quali Verkade, Bruynzeel, Honig, Albert Heijn e Lassie.

## Sedi e mostre

### Museo dello Zaan
l'esposizione permanente del Museo dello Zaan comprende al momento cinque mostre: “De Zaanstreek maakt het” (Fatto nello Zaanstreek), “Typisch Zaans” (Tipico Zaan), “Monet en het Zaanse Landschap” (Monet e il paesaggio lungo lo Zaan), “Monumenten Spreken” (I monumenti parlano – lo Zaanstreek durante la seconda guerra mondiale) e la “Verkade Experience”. Attualmente è in fase di allestimento una nuova presentazione dell'esposizione permanente, in cui è illustrato il concetto di “Old Holland” in quanto obiettivo significativo delle visite turistiche allo Zaanse Schans, che, secondo le previsioni, verrà aperta nel 2017/2018. Allo Zaanse Schans il Museo dello Zaan gestisce tre sedi esterne: la Casa del Tessitore, la Casa del Bottaio e la Casa di Jisp.

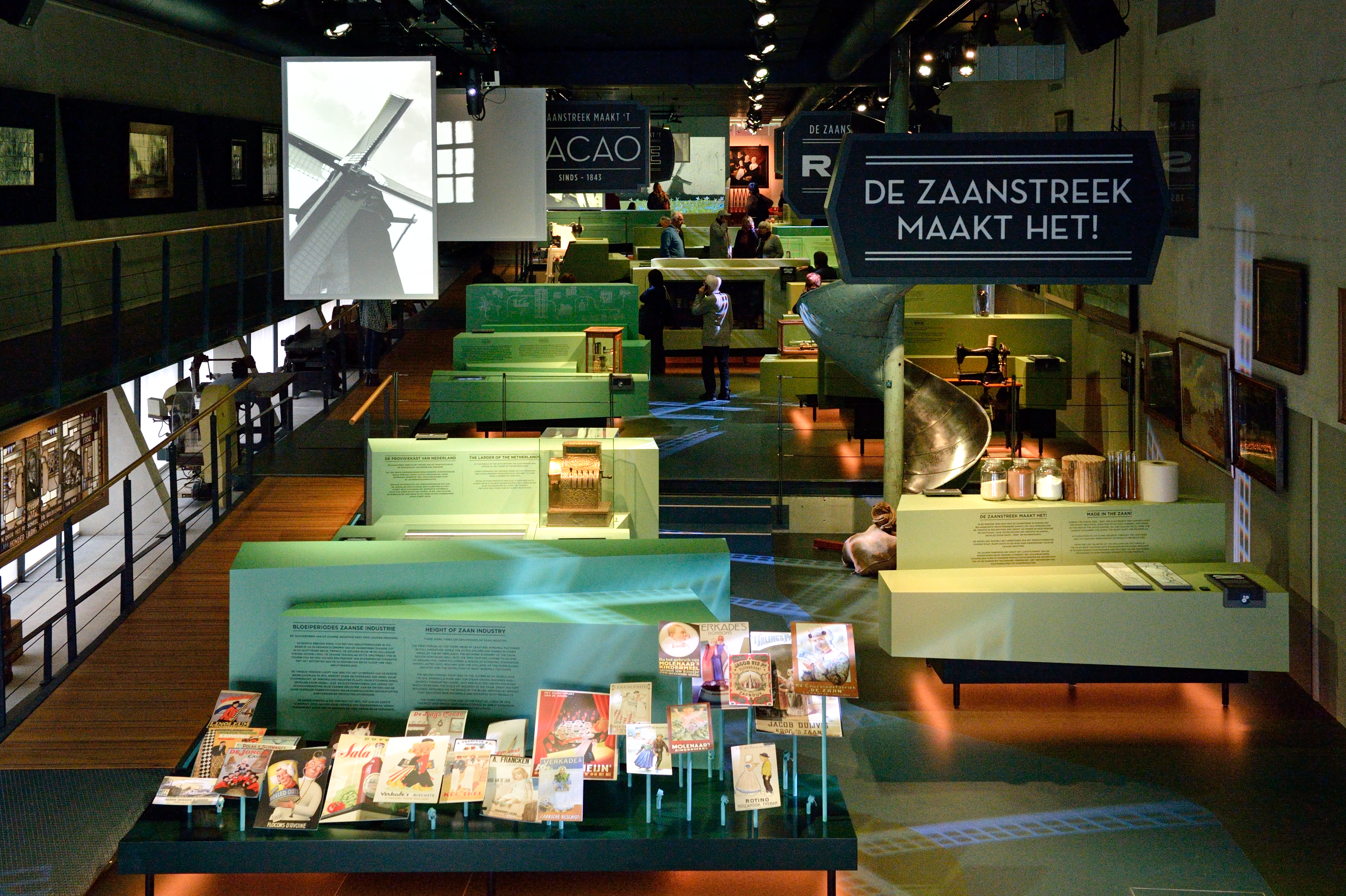
L'esposizione permanente “De Zaanstreek maakt het” (Fatto nello Zaanstreek)

#### De Zaanstreek maakt het
L'esposizione permanente “De Zaanstreek maakt het” (Fatto nello Zaanstreek) narra la storia dell'industria nella provincia dello Zaan. Nel diciassettesimo e diciottesimo secolo lo Zaanstreek era rinomato per il gran numero di mulini a vento e di cantieri navali. Nel diciannovesimo secolo il volto della provincia cambiò con il sorgere di numerose fabbriche lungo le rive del fiume Zaan. La costruzione del canale del Mare del Nord (1876), del porto marittimo, della chiusa e della ferrovia all'inizio del ventesimo secolo rese possibile lo sviluppo delle fabbriche, nonché dell'industria alimentare dello Zaan tra il 1918 e il 1965, tanto che questa divenne uno dei settori più importanti e noti delle attività manifatturiere dei Paesi Bassi. La provincia dello Zaan viene infatti definita la “dispensa dei Paesi Bassi”.

#### Verkade Experience
La collezione presso la Verkade Experience fu creata da quella aziendale della famiglia Verkade. La raccolta comprende fotografie, oggetti, confezioni, poster e tre linee di produzione ancora attive per cioccolato, biscotti e lumini. Vi è anche una sala del tesoro in cui sono mostrati gli acquerelli originali per gli album delle cartoline Verkade.

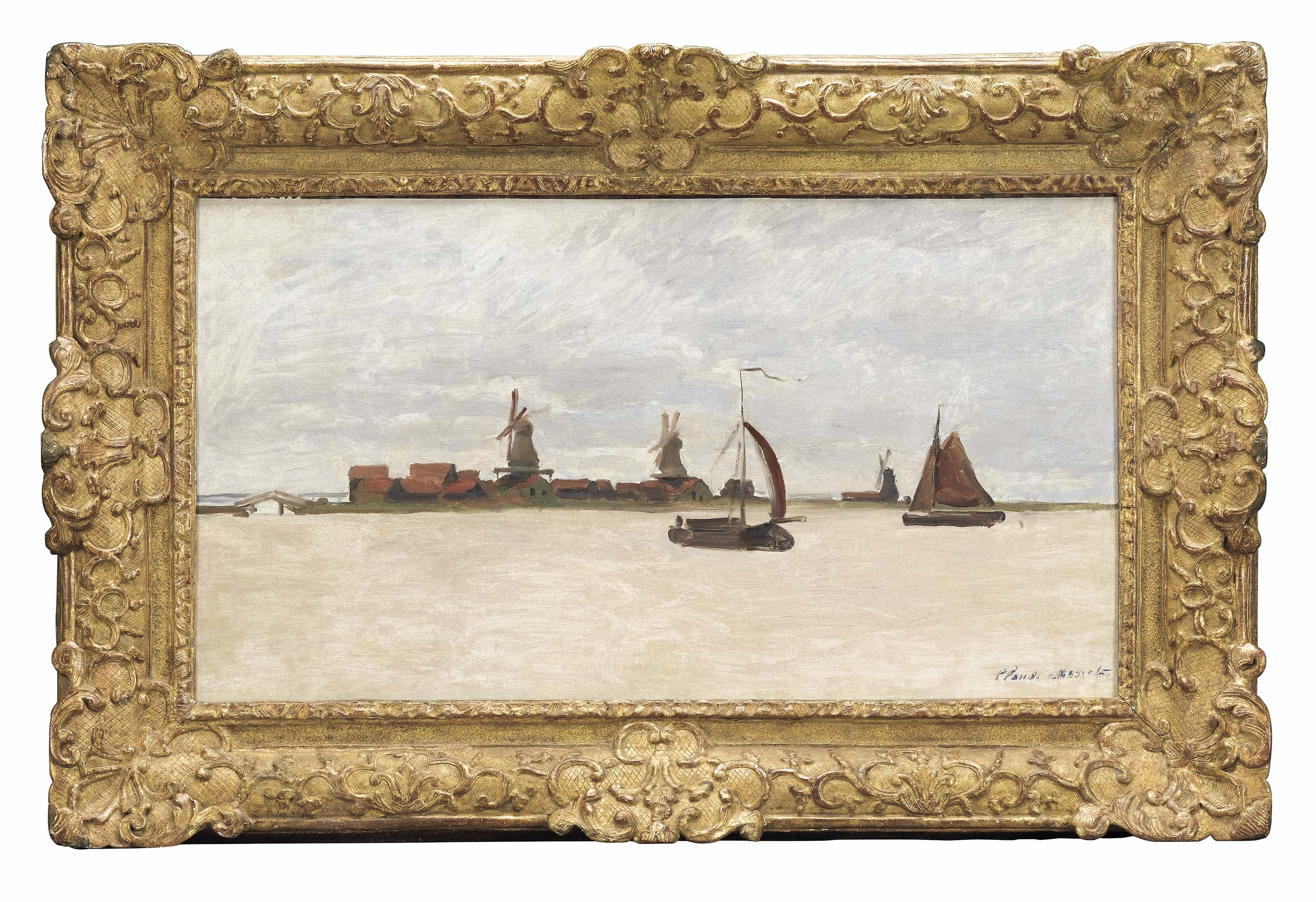
Claude Monet, De Voorzaan en de Westerhem, 1871 (collezione Zaans Museum)

#### Monet en het Zaanse Landschap
Nel 2015 il museo ha acquisito il dipinto del pittore impressionista francese Claude Monet, realizzato durante il suo soggiorno sullo Zaan (4 giugno - 8 ottobre 1871), intitolato “Il Voorzaan e Westerhem”. La tela raffigura la vista sul Voorzaan, la parte di fiume a sud delle chiuse nel centro di Zaandam, e barche che navigano davanti all'isola di Westerhem. Sull'isola si stagliano i tre mulini-segheria De Bakker, Roode Leeuw e De Notenboom. Monet dipinse tre versioni del quadro. In seguito, questa serie di dipinti fu considerata come una delle caratteristiche distintive dell'impressionismo, stile con cui Monet sperimentò nello Zaanstreek. All'amico pittore Camille Pissarro scrisse: “Zaandam è particolarmente degna di nota e vi si trova abbastanza da dipingere per tutta una vita – case di tutti i colori, mulini a centinaia e pittoresche imbarcazioni”. “Il Voorzaan e Westerhem” di Monet è stato incluso nell'esposizione del museo sul paesaggio dello Zaan come fonte d'ispirazione per artisti. Vi è inoltre un'esposizione interattiva che presenta a grandezza naturale tutti i 25 quadri e i 9 schizzi creati da Monet a Zaandam nel 1871. Il dipinto è stato incluso nella mostra permanente dei quadri e nella galleria dei ritratti degli abitanti dello Zaanstreek (non è la sua collocazione, ma si trova comunque lì). La collezione di ritratti consiste in una serie di dipinti raffiguranti i membri delle famiglie dello Zaanstreek distintesi in una delle tipiche attività manifatturiere della zona, sindaci, industriali e artisti. In più, la collezione conta anche documenti originali degli abitanti dello Zaanstreek più o meno noti.

#### Typisch Zaans
L'esposizione permanente “Typisch Zaans” (Tipico Zaan) ricostruisce una mostra del 1874, che forma la base dell'attuale collezione del Museo dello Zaan. Nello Zaanstreek gli storici e i collezionisti locali registravano la storia nei libri e nelle collezioni al fine di conservarne le caratteristiche uniche. Nell'agosto e settembre del 1874 nel municipio di Zaandam si tenne la “Tentoonstelling van Zaanlandsche Oudheden en Merkwaardigheden” (Mostra delle Antichità e Peculiarità della provincia dello Zaan). In una ricostruzione contemporanea di quell'esposizione ottocentesca viene rappresentato tutto quello che si riteneva tipico dello Zaan.

#### Monumenten spreken
L'esposizione “Monumenten spreken” (I monumenti parlano) narra la storia della seconda guerra mondiale nello Zaanstreek, con i racconti dietro ai ventotto monumenti commemorativi del conflitto e della resistenza presenti nello Zaanstreek. I monumenti ricordano eventi avvenuti durante la seconda guerra mondiale in 28 brevi documentari, con i racconti dei testimoni dell'epoca. I documentari sono stati realizzati dall'Associazione “Stichting Monumenten Spreken”.

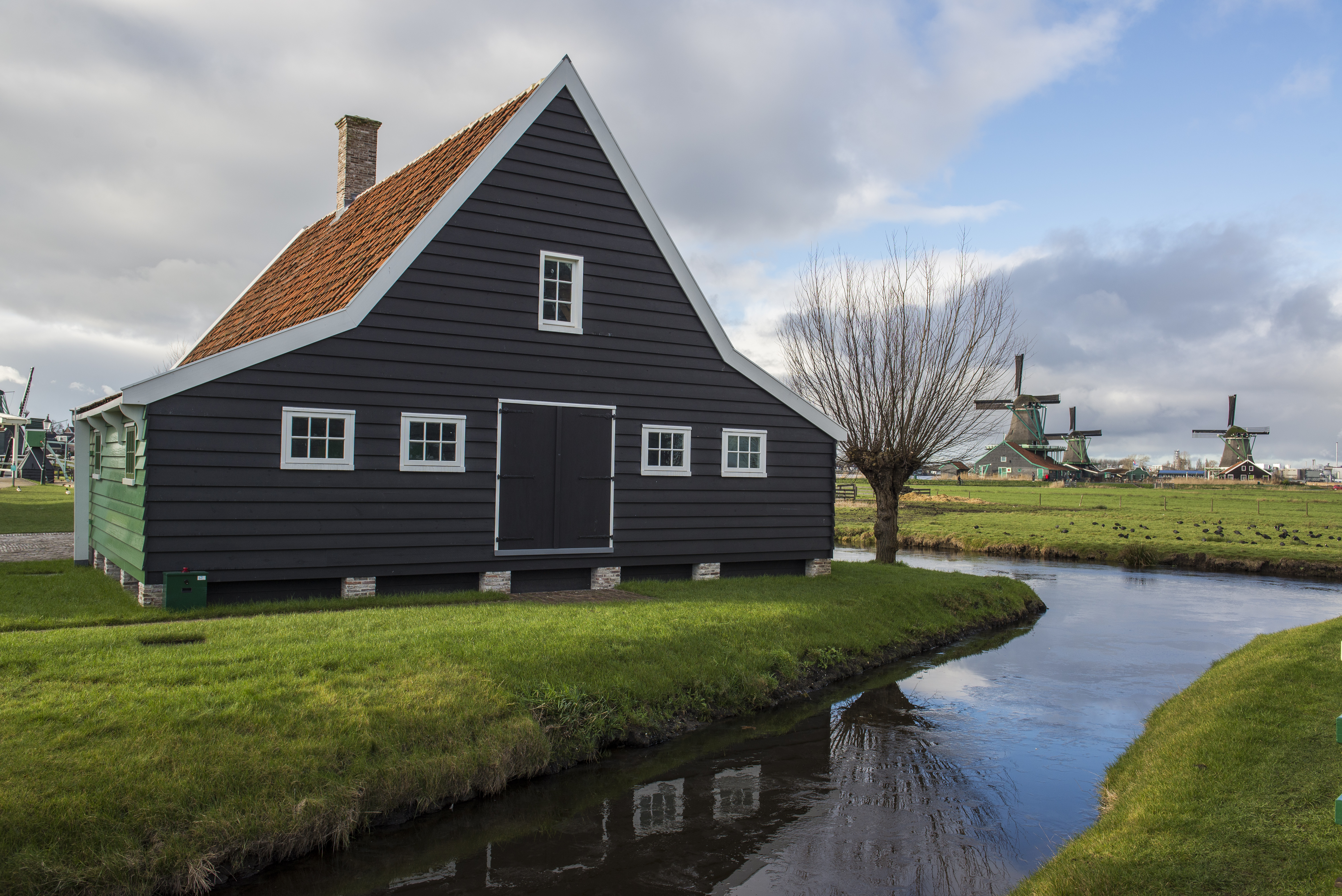
Casa del Tessitore - Zaans Museum

#### Casa del tessitore
La Casa del tessitore è una delle sedi del Museo dello Zaan allo Zaanse Schans al cui centro è l'arte della tessitura di tela per vele nel XIX secolo. Nel XVIII secolo qui vivevano due famiglie e vi si trovavano cinque telai. L'esposizione attuale raffigura la vita di una sola famiglia con due telai. La Casa del tessitore fino all'inizio del XX secolo ebbe la funzione di abitazione di tessitori. All'epoca la casa era situata sulla Dorpsstraat ad Assendelft, nel 2015 è stata ricostruita allo Zaanse Schans.

#### Casa del bottaio
La Casa del bottaio è una delle sedi del Museo dello Zaan allo Zaanse Schans al cui centro è l'arte dei bottai intorno al 1960. L'interno della casa proviene dalla bottega dei fabbricanti e mercanti di botti S.R.Tiemstra e Figli di Oostzanerwerf. Dopo la morte del padre, l'ultimo bottaio, Jaap Tiemstra, spostò la casa-bottega e tutto il suo contenuto al Museo dello Zaan. Le botti cerchiate servivano da contenitori per burro, latte, aceto, olio, pesce, frutta, ortaggi, gin, rum e ogni sorta di birre e vini.

#### Casa di Jisp
La Casa di Jisp è una delle sedi del Museo dello Zaan allo Zaanse Schans. Nella Casa di Jisp, un'abitazione di pescatori dal villaggo di Jisp, il Museo dello Zaan mostra la vita della moglie di un pescatore prima dell'avvento della rivoluzione industriale, a metà del diciannovesimo secolo. Qui bambini e adulti possono tornare indietro nel tempo, indossando gli abiti tipici dello Zaan all'epoca. La casa è una replica; l'originale risale al 1860 e la si può visitare al museo dello Zuiderzee di Enkhuizen.

#### Casa Honig Breet
Parte della collezione del Museo dello Zaan si trova nella Casa Honig Breet. Nella Casa Honig Breet i visitatori potranno vedere come viveva una famiglia locale di fabbricanti e mercanti di carta nell'anno 1830. Il museo si trova sulla Lagedijk a Zaandijk.

#### Casa dello Zar Pietro il Grande
La Casa dello Zar Pietro il Grande, nel centro di Zaandam, è una delle più antiche abitazioni in legno dei Paesi Bassi. Fu costruita per un artigiano con vecchio legname da navi nel 1632. La casa ospitò lo zar russo Pietro il Grande nel 1697, quando il sovrano si recò a Zaandam per apprendere l'arte della carpenteria navale. Per proteggerla, nel 1823 vi venne costruita una cupola tutt'attorno. L'attuale cupola in pietra risale al 1895. In molti, anche gli zar russi, i sovrani olandesi e lo stesso Napoleone hanno visitato la Casa dello Zar Pietro. Gli innumerevoli nomi scritti e incisi sulle finestre e le pareti in legno ne ricordano il passaggio. La Casa dello Zar Pietro il Grande è una dépendance del Museo dello Zaan.

## Edificio e ubicazione
Il Museo dello Zaan, sin dalla sua inaugurazione, è collocato in un edificio dal design contemporaneo di 16.500 m3 progettato dall'architetto Cor van Hillo. Dall'11 marzo 2009 il museo presenta una nuova ala, la Verkade Experience in cui è esposta la collezione aziendale Verkade. Il Museo dello Zaan si trova allo Zaanse Schans sul Kalverpolder, un'area naturale gestita dal corpo forestale olandese Staatsbosbeheer.
Nel 2001 il museo conseguì una menzione durante l'assegnazione annuale del Premio del museo europeo dell'anno. La giuria lodò in particolare il design contemporaneo e arioso dell'edificio, la sua collocazione in relazione alla ricostruzione storica dello Zaanse Schans, nonché i programmi didattici e l'allestimento della collezione permanente. Il luminoso progetto espositivo vinse anche due premi: l'Award of Merit dell'Edison Award 2000 e l'International Illumination Design Award 2001.

## Prossime mostre e loro sedi

### Old Holland
Attualmente è in fase di allestimento una nuova presentazione dell'esposizione permanente, in cui è illustrato il concetto di “Old Holland” in quanto obiettivo significativo delle visite turistiche allo Zaanse Schans, che, secondo le previsioni, verrà aperta nel 2017/2018.

### Museo Hembrug
Durante la seconda metà del 2016 il Museo Hembrug sarà ospitato dal Museo dello Zaan. Nel corso del 2017 parte della collezione sarà esposta in due cabine secondarie nell'area Hembrug. Gli edifici monumentali, gli oggetti, le fotografie, i video e i documenti illustrano la storia dell'ex fabbrica di munizioni Artillerie-Inrichtingen e dell'area Hembrug come nucleo militare e logistico della Linea di Difesa di Amsterdam, che per anni fu il maggior datore di lavoro nello Zaanstad.

### Kunsthal Zaandam
Il Museo dello Zaan ha creato, in collaborazione con il comune dello Zaanstad, una galleria d'arte nel centro storico di Zaandam. La galleria si propone l'obiettivo di offrire, in particolare ai visitatori internazionali, opere d'arte tipicamente olandesi che riflettano l'immagine archetipica dell'Olanda.